# كومفورت تاون
كومفورت تاون، (بالأوكرانية: Комфорт Таун) مجمع سكني في عاصمة أوكرانيا كييف بني المجمع عام 2010 على موقع سابق لمصنع المطاط «فولكان». تبلغ مساحة المجمع السكني 27.93 هكتار. ويتميز هذا المجمع بتصاميمة الباهرة والوانه الباعثة على البهجة حيث صمّم على نمط مختلف ومتطور
.
.

## تاريخ البناء
تم تصميم المجمّع من قبل المكتب الهندسي المعماري (ارخاركتورنامو) حيث فاز التصميم وحصل على اجازة البناء والتشييد في عام 2010
في فئة الدرجة السياحية
بدأ البناء في عام 2010، وعرضت الشقق للبيع عام 2011، في يونيو 2013 ، أعلنت الشركة بيع 3000 شقة سكنية
.

## تفاصيل المشروع
بني المجمّع السكني «كومفورت تاون» بجودة عالية جدا حسب المعايير الحديثة للبناء ويعتبر من أحدث المجمّعات السكنية في أوربا
ويحتوي على مباني مختلفة الارتفاع من 5 إلى 16 طابق، وأكثر من 60 تصميم مختلف للشقق السكنية، ويقول القائمون على هذا المشروع بأنه تم استخدام أفضل التقنيات المبتكرة في البناء.
ويضم المجمع:
- الحدائق، والمناطق الترفيهية المختلفة.
- ملعب ومركز للياقة البدنية «سبورت لايف».
- مركز للتسوق مع سوبر ماركت «NOVUS» المرافق والخدمات الاجتماعية (الصيدليات والمصارف، صالونات التجميل، ووكالات السفر، الخ..)؛
- المكتبات العامة.
- رياض الأطفال، المدارس المتخصصة؛
- اماكن واسعة لوقوف السيارات.
- «أكاديمية التربية الحديثة».[4]